# Spoorlijn Porta Westfalica - Häverstädt
De spoorlijn Porta Westfalica - Häverstädt was een Duitse spoorlijn in Noordrijn-Westfalen en was als spoorlijn 2991 onder beheer van DB Netze.

## Geschiedenis

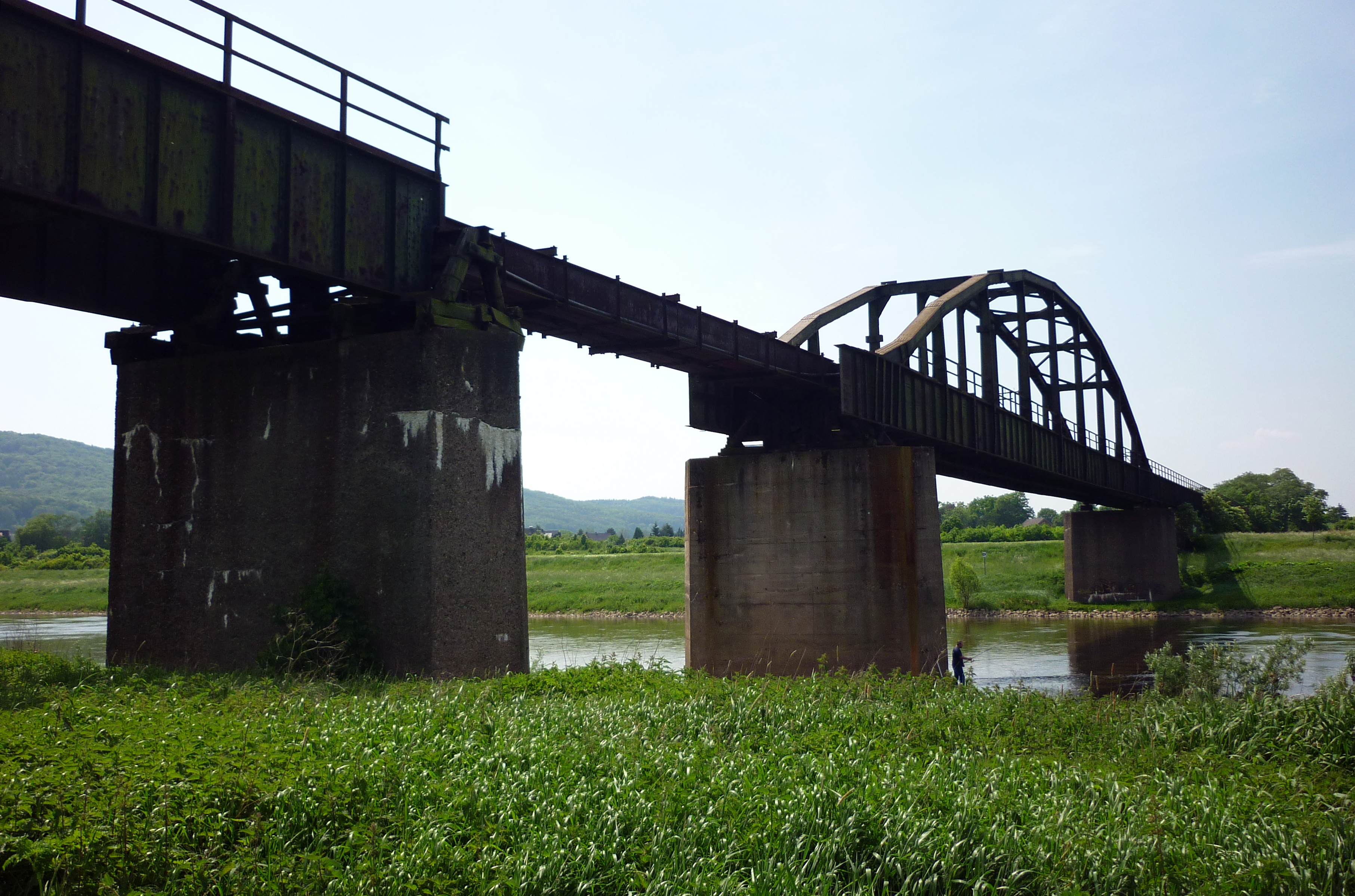
Spoorbrug over de Wezer in 2012.

Het traject werd door de Deutsche Reichsbahn geopend op 1 september 1938 voornamelijk voor het vervoer van ijzererts uit de groeve in Häverstadt. In 1950 heeft er kortstondig personenvervoer plaatsgevonden tussen Häverstadt en Minden. In 1976 is de lijn gesloten en opgebroken.

## Aansluitingen
In de volgende plaats was er een aansluiting op de volgende spoorlijnen:
Porta Westfalica
DB 1700, spoorlijn tussen Hannover en Hamm
DB 2990, spoorlijn tussen Minden en Hamm